# 杉浦健造

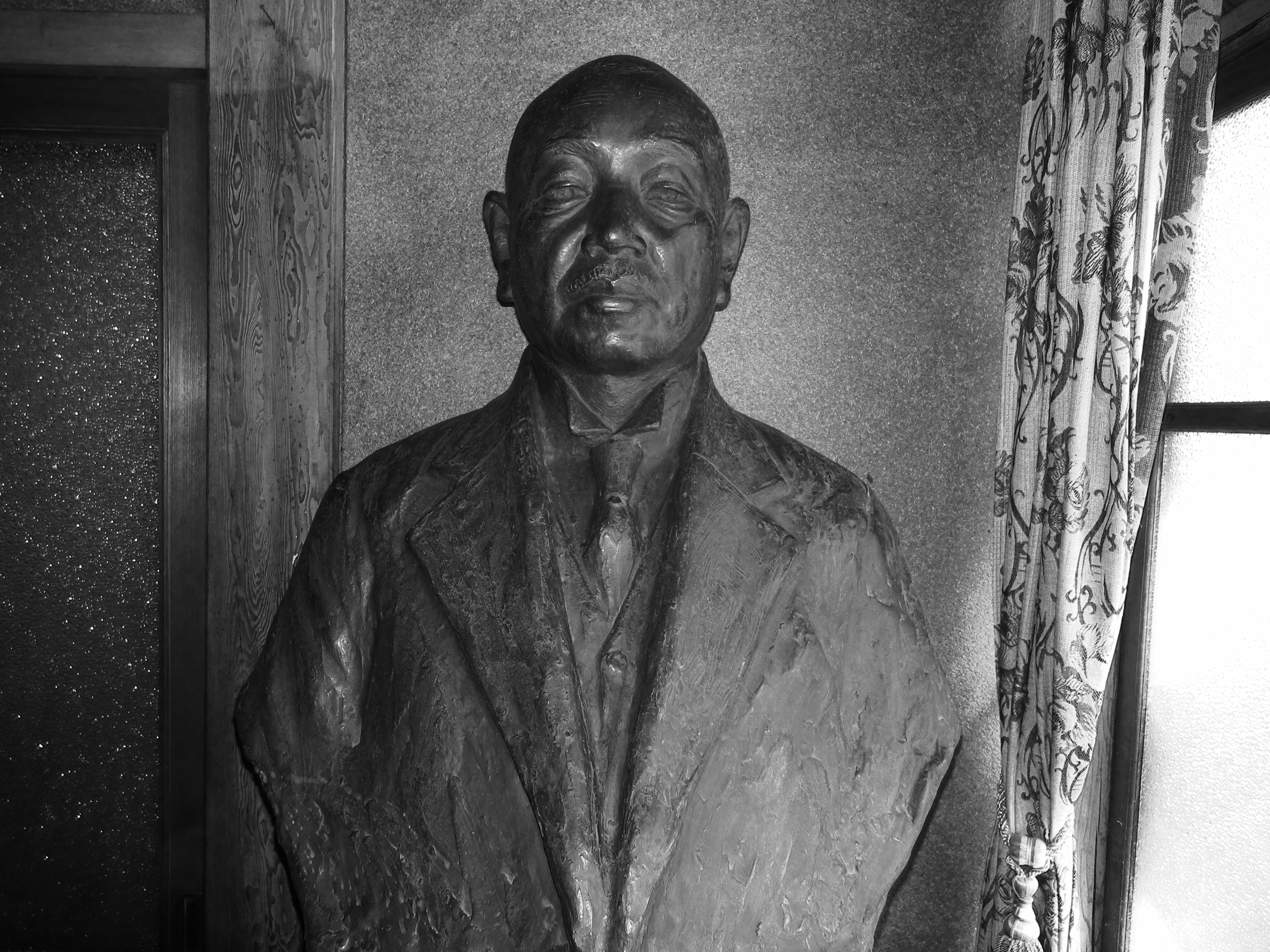
地方病（日本住血吸虫症）撲滅に尽力した杉浦健造医師 (1866 - 1933) の胸像（2010年9月撮影）

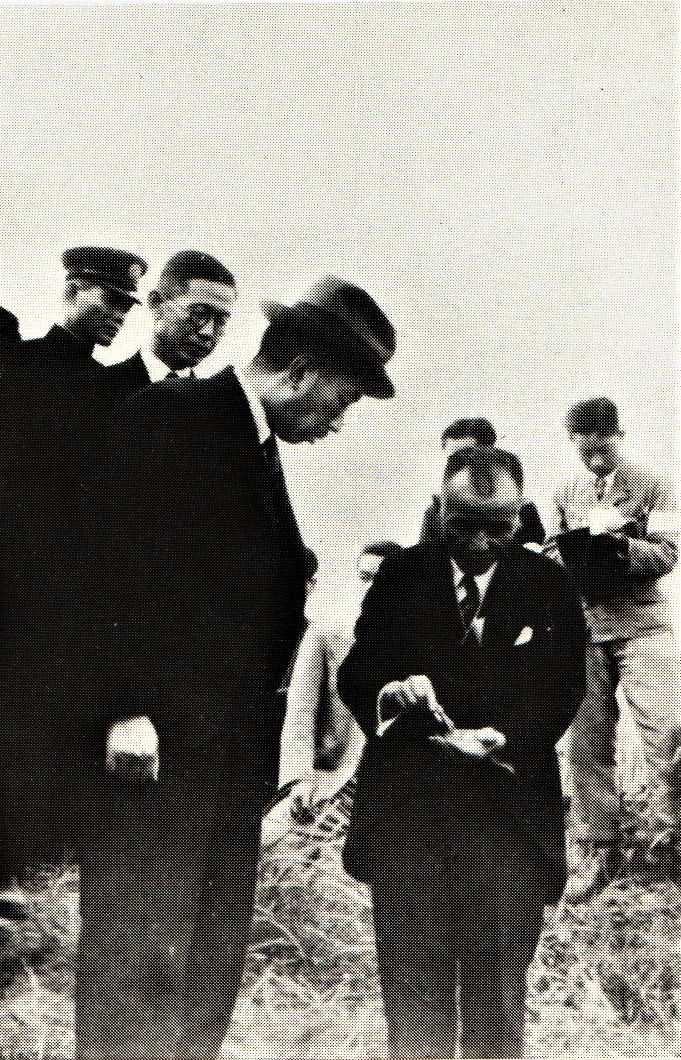
甲府盆地の有病地視察に訪れた昭和天皇と案内役の杉浦三郎。1947年（昭和22年）10月14日撮影。

杉浦 健造（すぎうら けんぞう、1866年9月18日（慶応2年8月10日） - 1933年（昭和8年）8月15日）は、日本の医師。 甲斐国（現・山梨県）出身。地方病 (日本住血吸虫症)の研究・治療・撲滅に生涯をかけた医師として知られる。
現在、山梨県中巨摩郡昭和町西条新田には、杉浦健造とその娘婿である三郎の業績を伝えるため、昭和町が医院を復元して開館させた展示施設風土伝承館杉浦醫院が所在する。

## 人物

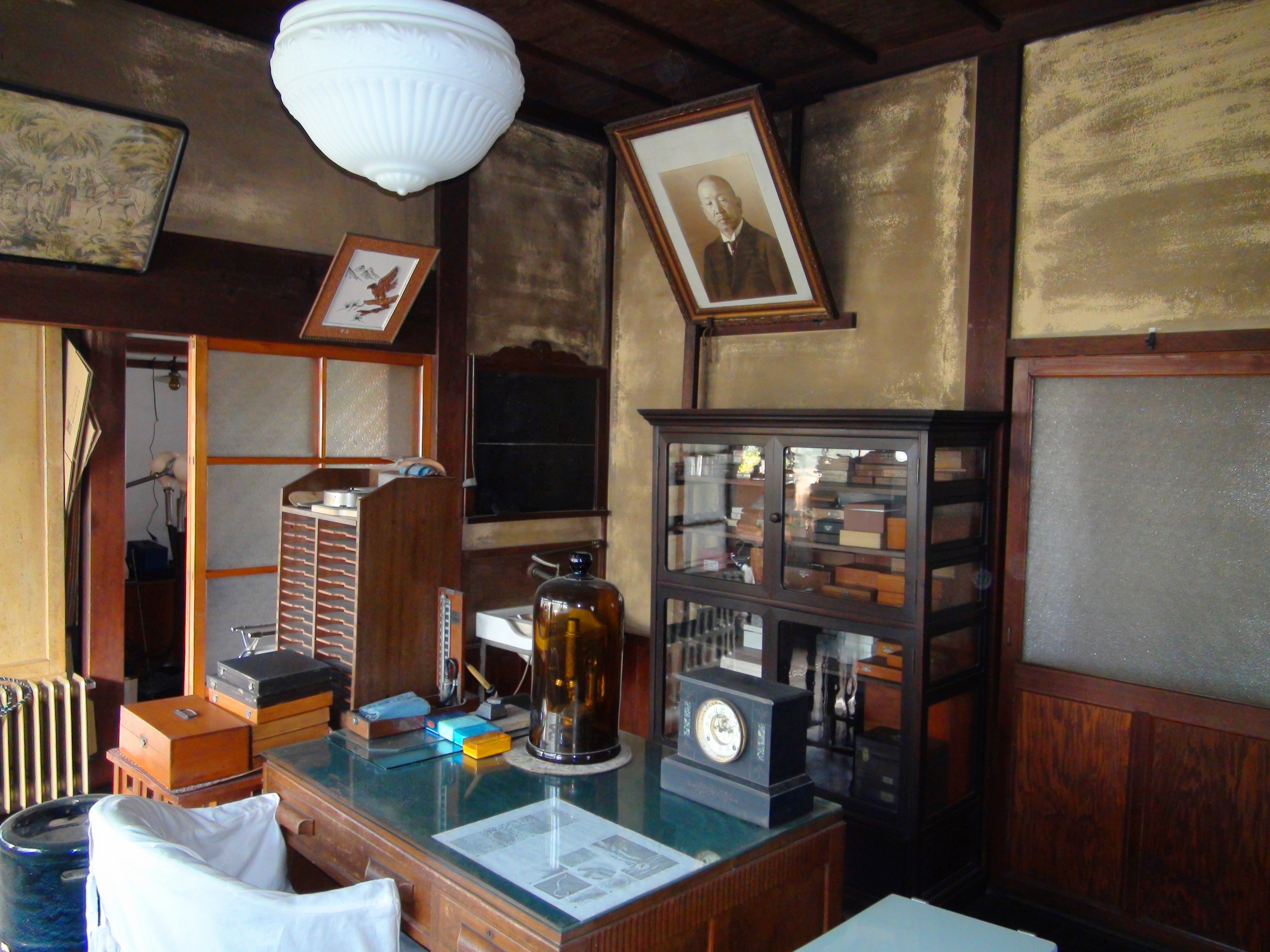
罹患者が治療を受けた杉浦醫院の診察室（2010年9月撮影）

杉浦健造と、健造の娘婿である三郎の父子医師は、代々同村で開業医として地方病患者の治療に当たってきた郷土医である。2人は献身的な治療を行うと同時に、この疾患に対する予防の知識を通じた啓蒙活動を住民に行い続けた。
しかし、一向に減らない地方病に感染防止の難しさを感じ、この奇病を根本的に根絶するには中間宿主であるミヤイリガイの撲滅しかないと考え、ミヤイリガイの天敵であるホタルの幼虫を増やすための餌となるカワニナや、捕食動物としてのアヒルなどを飼育する施設を自宅を兼ねた医院敷地内に作り、また共に闘う他の医師たちへ金銭的な援助を行うなど、私財を投じてミヤイリガイ撲滅への活動を始めた。
やがてそれは官民一体による地方病撲滅運動に発展し、1925年（大正14年）に『山梨地方病撲滅期成組合』が結成され、終息宣言を迎える71年後までの長期間にわたり山梨県民一丸となって進められた。
1933年（昭和8年）に健造が世を去ると、その遺志は娘婿である三郎によって引き継がれ、1947年（昭和22年）10月14日から2日間の日程で山梨県を行幸した昭和天皇の地方病有病地視察は三郎が案内を務めた。中巨摩郡玉幡村（北緯35度38分1.1秒 東経138度31分48.0秒、現：甲斐市）で視察は行われ、当時の甲府盆地における地方病の状況説明、顕微鏡を使った虫卵やセルカリアの観察、ミヤイリガイの生息状況の観察などが行われた。